# Liste des cantons de Meurthe-et-Moselle

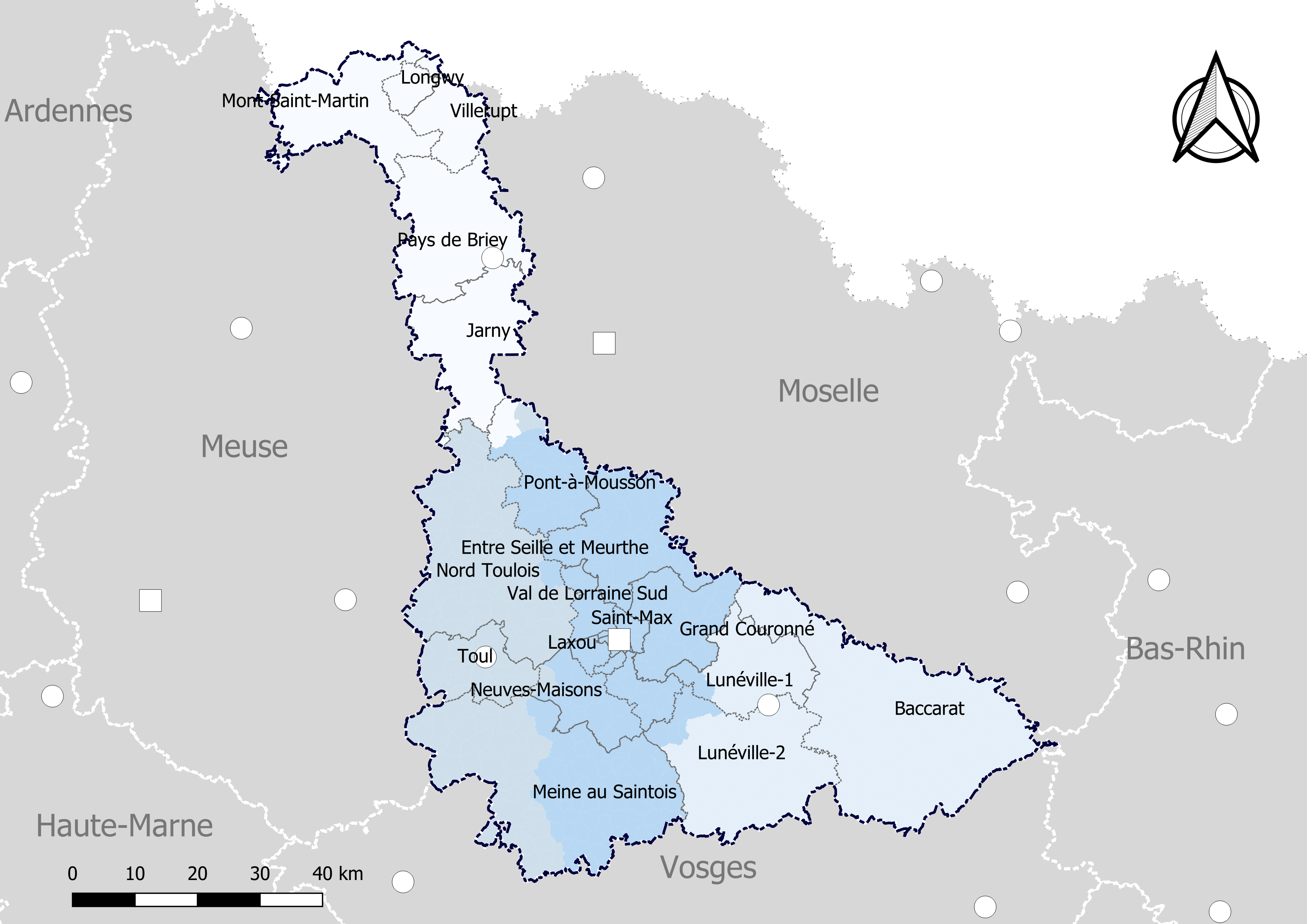
Découpage cantonal du département de Meurthe-et-Moselle, avec en surimpression les arrondissements (en nuances de bleu) - Carte arrêtée au 1er janvier 2019.

Jusqu'en 2015, le département de Meurthe-et-Moselle comprenait 44 cantons. À la suite du redécoupage cantonal de 2014, le nombre de cantons est réduit à 23.

## Histoire

### Découpage cantonal avant 2014

Carte des cantons de Meurthe-et-Moselle avant le redécoupage de 2014

L'arrondissement de Briey compte 10 cantons (sous-préfecture : Briey) :
- canton d'Audun-le-Roman
- canton de Briey
- canton de Chambley-Bussières
- canton de Conflans-en-Jarnisy
- canton d'Herserange
- canton d'Homécourt
- canton de Longuyon
- canton de Longwy
- canton de Mont-Saint-Martin
- canton de Villerupt

L'arrondissement de Lunéville compte 9 cantons (sous-préfecture : Lunéville) :
- canton d'Arracourt
- canton de Baccarat
- canton de Badonviller
- canton de Bayon
- canton de Blâmont
- canton de Cirey-sur-Vezouze
- canton de Gerbéviller
- canton de Lunéville-Nord
- canton de Lunéville-Sud

L'arrondissement de Nancy compte 20 cantons (préfecture : Nancy) :
- canton de Dieulouard
- canton d'Haroué
- canton de Jarville-la-Malgrange
- canton de Laxou
- canton de Malzéville
- canton de Nancy-Est
- canton de Nancy-Nord
- canton de Nancy-Ouest
- canton de Nancy-Sud
- canton de Neuves-Maisons
- canton de Nomeny
- canton de Pompey
- canton de Pont-à-Mousson
- canton de Saint-Max
- canton de Saint-Nicolas-de-Port
- canton de Seichamps
- canton de Tomblaine
- canton de Vandœuvre-lès-Nancy-Est
- canton de Vandœuvre-lès-Nancy-Ouest
- canton de Vézelise

L'arrondissement de Toul compte 5 cantons (sous-préfecture : Toul) :
- canton de Colombey-les-Belles
- canton de Domèvre-en-Haye
- canton de Thiaucourt-Regniéville
- canton de Toul-Nord
- canton de Toul-Sud

### Redécoupage cantonal de 2014

Carte des cantons de Meurthe-et-Moselle après le redécoupage de 2014

Dans la poursuite de la réforme territoriale engagée en 2010, l'Assemblée nationale adopte définitivement le 17 avril 2013 la réforme du mode de scrutin pour les élections départementales destinée à garantir la parité hommes/femmes. Les lois (loi organique 2013-402 et loi 2013-403) sont promulguées le 17 mai 2013. Un nouveau découpage territorial est défini par décret du 26 février 2014 pour le département de Meurthe-et-Moselle. Celui-ci entre en vigueur lors du premier renouvellement général des assemblées départementales suivant la publication du décret, soit en mars 2015. Les conseillers départementaux sont élus au scrutin majoritaire binominal mixte. Les électeurs de chaque canton éliront au Conseil départemental, nouvelle appellation des Conseils généraux, deux membres de sexe différent, qui se présenteront en binôme de candidats. Les conseillers départementaux seront élus pour 6 ans au scrutin binominal majoritaire à deux tours, l'accès au second tour nécessitant 10 % des inscrits au 1er tour. En outre la totalité des conseillers départementaux est renouvelée.
Ce nouveau mode de scrutin nécessite un redécoupage des cantons dont le nombre est divisé par deux avec arrondi à l'unité impaire supérieure si ce nombre n'est pas entier impair et avec des conditions de seuils minimaux. En Meurthe-et-Moselle le nombre de cantons passe ainsi de 44 à 23.
Les critères du remodelage cantonal sont les suivants : le territoire de chaque canton doit être défini sur des bases essentiellement démographiques, le territoire de chaque canton doit être continu et les communes de moins de 3 500 habitants sont entièrement comprises dans le même canton. Il n’est fait référence, ni aux limites des arrondissements, ni à celles des circonscriptions législatives.
Conformément à de multiples décisions du Conseil constitutionnel depuis 1985 et notamment sa décision no 2010-618 DC du 9 décembre 2010, il est admis que le principe d’égalité des électeurs au regard des critères démographiques est respecté lorsque le ratio conseiller/habitant de la circonscription est compris dans une fourchette de 20 % de part et d'autre du ratio moyen conseiller/habitant du département. Pour le département de Meurthe-et-Moselle, la population de référence est la population légale en vigueur au 1er janvier 2013, à savoir la population millésimée 2010, soit 732 207 habitants. Avec 23 cantons la population moyenne par conseiller départemental est de 31 835 habitants. Ainsi la population de chaque nouveau canton doit-elle être comprise entre 25 468 habitants et 38 202 habitants pour respecter le principe de l'égalité citoyenne au vu des critères démographiques.

## Composition

### Composition détaillée
| N° | Nom du Canton           | Bureau centralisateur     | Population (2022) | Nombre de communes entières | Communes composant le canton |
| -- | ----------------------- | ------------------------- | ----------------- | --------------------------- | --- |
| 1  | Baccarat                | Baccarat                  | 26 627            | 91                          | Amenoncourt, Ancerviller, Angomont, Arracourt, Athienville, Autrepierre, Avricourt, Azerailles, Baccarat, Badonviller, Barbas, Bathelémont, Bénaménil, Bertrambois, Bertrichamps, Bezange-la-Grande, Bionville, Blâmont, Blémerey, Bréménil, Brouville, Bures, Buriville, Chazelles-sur-Albe, Chenevières, Cirey-sur-Vezouze, Coincourt, Deneuvre, Domèvre-sur-Vezouze, Domjevin, Emberménil, Fenneviller, Flin, Fontenoy-la-Joûte, Fréménil, Frémonville, Gélacourt, Glonville, Gogney, Gondrexon, Hablainville, Halloville, Harbouey, Herbéviller, Igney, Juvrecourt, Lachapelle, Laneuveville-aux-Bois, Laronxe, Leintrey, Manonviller, Marainviller, Merviller, Mignéville, Montigny, Montreux, Mouacourt, Neufmaisons, Neuviller-lès-Badonviller, Nonhigny, Ogéviller, Parroy, Parux, Petitmont, Pettonville, Pexonne, Pierre-Percée, Raon-lès-Leau, Réchicourt-la-Petite, Réclonville, Reherrey, Reillon, Remoncourt, Repaix, Saint-Clément, Saint-Martin, Saint-Maurice-aux-Forges, Saint-Sauveur, Sainte-Pôle, Tanconville, Thiaville-sur-Meurthe, Thiébauménil, Vacqueville, Val-et-Châtillon, Vaucourt, Vaxainville, Vého, Veney, Verdenal, Xousse, Xures. |
| 2  | Entre Seille et Meurthe | Dieulouard                | 29 119            | 39                          | Abaucourt, Armaucourt, Arraye-et-Han, Autreville-sur-Moselle, Belleau, Belleville, Bey-sur-Seille, Bezaumont, Bouxières-aux-Dames, Bratte, Brin-sur-Seille, Chenicourt, Clémery, Custines, Dieulouard, Éply, Faulx, Jeandelaincourt, Landremont, Lanfroicourt, Lay-Saint-Christophe, Létricourt, Leyr, Mailly-sur-Seille, Malleloy, Millery, Moivrons, Montenoy, Morville-sur-Seille, Nomeny, Phlin, Port-sur-Seille, Raucourt, Rouves, Sainte-Geneviève, Sivry, Thézey-Saint-Martin, Ville-au-Val, Villers-lès-Moivrons. |
| 3  | Grand Couronné          | Laneuveville-devant-Nancy | 33 205            | 24                          | Agincourt, Amance, Art-sur-Meurthe, Bouxières-aux-Chênes, Buissoncourt, Cerville, Champenoux, Dommartin-sous-Amance, Erbéviller-sur-Amezule, Eulmont, Gellenoncourt, Haraucourt, Laître-sous-Amance, Laneuvelotte, Laneuveville-devant-Nancy, Lenoncourt, Mazerulles, Moncel-sur-Seille, Pulnoy, Réméréville, Saulxures-lès-Nancy, Seichamps, Sornéville, Velaine-sous-Amance. |
| 4  | Jarny                   | Jarny                     | 36 367            | 34                          | Allamont, Auboué, Batilly, Boncourt, Brainville, Bruville, Chambley-Bussières, Conflans-en-Jarnisy, Dampvitoux, Doncourt-lès-Conflans, Friauville, Giraumont, Hagéville, Hannonville-Suzémont, Hatrize, Homécourt, Jarny, Jeandelize, Jouaville, Labry, Mars-la-Tour, Moineville, Moutiers, Olley, Puxe, Puxieux, Saint-Ail, Saint-Julien-lès-Gorze, Saint-Marcel, Sponville, Tronville, Valleroy, Ville-sur-Yron, Xonville. |
| 5  | Jarville-la-Malgrange   | Jarville-la-Malgrange     | 34 351            | 12                          | Azelot, Burthecourt-aux-Chênes, Coyviller, Fléville-devant-Nancy, Heillecourt, Houdemont, Jarville-la-Malgrange, Ludres, Lupcourt, Manoncourt-en-Vermois, Saint-Nicolas-de-Port, Ville-en-Vermois. |
| 6  | Laxou                   | Laxou                     | 30 064            | 2                           | Laxou, Villers-lès-Nancy. |
| 7  | Longwy                  | Longwy                    | 34 809            | 8                           | Chenières, Cutry, Haucourt-Moulaine, Herserange, Lexy, Longwy, Mexy, Réhon. |
| 8  | Lunéville-1             | Lunéville                 | 32 908            | 25 + fraction Lunéville     | 1° Les communes suivantes : Anthelupt, Bauzemont, Bienville-la-Petite, Bonviller, Courbesseaux, Crévic, Crion, Croismare, Deuxville, Dombasle-sur-Meurthe, Drouville, Einville-au-Jard, Flainval, Hénaménil, Hoéville, Hudiviller, Jolivet, Maixe, Raville-sur-Sânon, Serres, Sionviller, Sommerviller, Valhey, Varangéville, Vitrimont. 2° La partie de la commune de Lunéville située au nord d'une ligne définie par l'axe des voies et limites suivantes : depuis la limite territoriale de la commune de Vitrimont, cours de la Vézouze, ligne droite dans le prolongement de la rue Yves-des-Hours, rue Yves-des-Hours, rue Sainte-Anne, rue Maurice-Cosson, rue Jacques-Chambrette, rue de l'Abbé-Renard, rue de la Marquise-Émilie-du-Châtelet, rue François-Girardet, rue Charles-Claude-Rivolet, rue du Chauffour, quai de Strasbourg, avenue du 2e-Bataillon-de-Chasseurs-à-Pied, ligne de chemin de fer, rue des Cités-Cécile, quai de Reichshoffen, chemin des Mossus, ligne de chemin de fer, jusqu'à la limite territoriale de la commune de Chanteheux. |
| 9  | Lunéville-2             | Lunéville                 | 33 969            | 53 + fraction Lunéville     | 1° Barbonville, Bayon, Blainville-sur-l'Eau, Borville, Brémoncourt, Chanteheux, Charmois, Clayeures, Damelevières, Domptail-en-l'Air, Einvaux, Essey-la-Côte, Ferrières, Fraimbois, Franconville, Froville, Gerbéviller, Giriviller, Haigneville, Haudonville, Haussonville, Hériménil, Lamath, Landécourt, Lorey, Loromontzey, Magnières, Mattexey, Méhoncourt, Moncel-lès-Lunéville, Mont-sur-Meurthe, Moriviller, Moyen, Rehainviller, Remenoville, Romain, Rosières-aux-Salines, Rozelieures, Saffais, Saint-Boingt, Saint-Germain, Saint-Mard, Saint-Rémy-aux-Bois, Seranville, Tonnoy, Vallois, Vathiménil, Velle-sur-Moselle, Vennezey, Vigneulles, Villacourt, Virecourt, Xermaménil. 2° La partie de la commune de Lunéville non incluse dans le canton de Lunéville-1. |
| 10 | Meine au Saintois       | Vézelise                  | 27 955            | 98                          | Aboncourt, Affracourt, Allain, Allamps, Autrey, Bagneux, Bainville-aux-Miroirs, Barisey-au-Plain, Barisey-la-Côte, Battigny, Benney, Beuvezin, Blénod-lès-Toul, Bouzanville, Bralleville, Bulligny, Ceintrey, Chaouilley, Clérey-sur-Brenon, Colombey-les-Belles, Courcelles, Crantenoy, Crépey, Crévéchamps, Crézilles, Diarville, Dolcourt, Dommarie-Eulmont, Étreval, Favières, Fécocourt, Forcelles-Saint-Gorgon, Forcelles-sous-Gugney, Fraisnes-en-Saintois, Gélaucourt, Gémonville, Gerbécourt-et-Haplemont, Germiny, Germonville, Gibeaumeix, Goviller, Grimonviller, Gripport, Gugney, Hammeville, Haroué, Houdelmont, Houdreville, Housséville, Jevoncourt, Lalœuf, Laneuveville-devant-Bayon, Lebeuville, Lemainville, Leménil-Mitry, Mangonville, Marthemont, Mont-l'Étroit, Mont-le-Vignoble, Moutrot, Neuviller-sur-Moselle, Ochey, Ognéville, Omelmont, Ormes-et-Ville, Parey-Saint-Césaire, Pierreville, Praye, Pulney, Quevilloncourt, Saint-Firmin, Saint-Remimont, Saulxerotte, Saulxures-lès-Vannes, Saxon-Sion, Selaincourt, Tantonville, Thélod, They-sous-Vaudemont, Thorey-Lyautey, Thuilley-aux-Groseilles, Tramont-Émy, Tramont-Lassus, Tramont-Saint-André, Uruffe, Vandeléville, Vannes-le-Châtel, Vaudémont, Vaudeville, Vaudigny, Vézelise, Viterne, Vitrey, Voinémont, Vroncourt, Xeuilley, Xirocourt. |
| 11 | Mont-Saint-Martin       | Mont-Saint-Martin         | 31 609            | 32                          | Allondrelle-la-Malmaison, Baslieux, Bazailles, Beuveille, Boismont, Charency-Vezin, Colmey, Cons-la-Grandville, Cosnes-et-Romain, Doncourt-lès-Longuyon, Épiez-sur-Chiers, Fresnois-la-Montagne, Gorcy, Grand-Failly, Han-devant-Pierrepont, Longuyon, Montigny-sur-Chiers, Mont-Saint-Martin, Othe, Petit-Failly, Pierrepont, Saint-Jean-lès-Longuyon, Saint-Pancré, Saint-Supplet, Tellancourt, Ugny, Ville-au-Montois, Ville-Houdlémont, Villers-la-Chèvre, Villers-le-Rond, Villette, Viviers-sur-Chiers. |
| 12 | Nancy-1                 | Nancy                     | 35 460            | fraction Nancy              | Partie de la commune de Nancy située à l'ouest et au sud d'une ligne définie par l'axe des voies et limites suivantes : depuis la limite territoriale de la commune de Laxou, avenue de la Libération, rue de la Colline, rue Saint-Bodon, rue d'Auxonne, quai Claude-le-Lorrain, passerelle, ligne de chemin de fer, rue Raymond-Poincaré, rue Stanislas, place Stanislas, rue des Dominicains, rue du Pont-Mouja, rue Saint-Nicolas, rue Charles-III, boulevard Lobau, rue Molitor, place du Général-Giraud, rue de la Salle, rond-point, rue des Fabriques, rue de Saint-Dizier, rue de la Salpêtrière, rue des Quatre-Eglises, avenue du Général-Leclerc, rue Boulay-de-la-Meurthe, boulevard de l'Insurrection-du-Ghetto-de-Varsovie, avenue du Général-Leclerc, ligne de chemin de fer, pont des Fusillés, rue de Mon-Désert, rue Emile-Bertin, avenue de la Libération, jusqu'à la limite territoriale de la commune de Villers-lès-Nancy. |
| 13 | Nancy-2                 | Nancy                     | 32 170            | fraction Nancy              | Partie de la commune de Nancy située au nord d'une ligne définie par l'axe des voies et limites suivantes : depuis la limite territoriale de la commune de Laxou, avenue de la Libération, rue de la Colline, rue Saint-Bodon, rue d'Auxonne, quai Claude-le-Lorrain, passerelle, ligne de chemin de fer, rue Raymond-Poincaré, rue Stanislas, place Stanislas, rue des Dominicains, rue du Pont-Mouja, rue Saint-Nicolas, rue Charles-III, boulevard Lobau, rue des Tiercellins, promenade des Canaux, boulevard de la Mothe, avenue du Vingtième-Corps, jusqu'à la limite territoriale de la commune de Saint-Max. |
| 14 | Nancy-3                 | Nancy                     | 36 757            | fraction Nancy              | Partie de la commune de Nancy non incluse dans les cantons de Nancy-1 et de Nancy-2. |
| 15 | Neuves-Maisons          | Neuves-Maisons            | 25 891            | 14                          | Bainville-sur-Madon, Chaligny, Chavigny, Flavigny-sur-Moselle, Frolois, Maizières, Maron, Méréville, Messein, Neuves-Maisons, Pont-Saint-Vincent, Pulligny, Richardménil, Sexey-aux-Forges. |
| 16 | Le Nord-Toulois         | Liverdun                  | 26 074            | 56                          | Aingeray, Andilly, Ansauville, Avrainville, Beaumont, Bernécourt, Bois-de-Haye, Boucq, Bouillonville, Bouvron, Bruley, Charey, Domèvre-en-Haye, Dommartin-la-Chaussée, Essey-et-Maizerais, Euvezin, Flirey, Fontenoy-sur-Moselle, Francheville, Gézoncourt, Gondreville, Griscourt, Grosrouvres, Hamonville, Jaillon, Jaulny, Lagney, Limey-Remenauville, Lironville, Liverdun, Lucey, Mamey, Mandres-aux-Quatre-Tours, Manoncourt-en-Woëvre, Manonville, Martincourt, Ménil-la-Tour, Minorville, Noviant-aux-Prés, Pannes, Rembercourt-sur-Mad, Rogéville, Rosières-en-Haye, Royaumeix, Saint-Baussant, Saizerais, Sanzey, Seicheprey, Thiaucourt-Regniéville, Tremblecourt, Trondes, Viéville-en-Haye, Vilcey-sur-Trey, Villers-en-Haye, Villey-Saint-Étienne, Xammes. |
| 17 | Pays de Briey           | Jœuf                      | 36 800            | 37                          | Abbéville-lès-Conflans, Affléville, Anderny, Anoux, Audun-le-Roman, Avillers, Avril, Les Baroches, Béchamps, Bettainvillers, Beuvillers, Domprix, Fléville-Lixières, Gondrecourt-Aix, Jœuf, Joppécourt, Joudreville, Landres, Lantéfontaine, Lubey, Mairy-Mainville, Malavillers, Mercy-le-Bas, Mercy-le-Haut, Mont-Bonvillers, Mouaville, Murville, Norroy-le-Sec, Ozerailles, Piennes, Preutin-Higny, Sancy, Thumeréville, Trieux, Tucquegnieux, Val de Briey, Xivry-Circourt. |
| 18 | Pont-à-Mousson          | Pont-à-Mousson            | 34 450            | 24                          | Arnaville, Atton, Bayonville-sur-Mad, Blénod-lès-Pont-à-Mousson, Bouxières-sous-Froidmont, Champey-sur-Moselle, Fey-en-Haye, Jezainville, Lesménils, Loisy, Maidières, Montauville, Mousson, Norroy-lès-Pont-à-Mousson, Onville, Pagny-sur-Moselle, Pont-à-Mousson, Prény, Vandelainville, Vandières, Villecey-sur-Mad, Villers-sous-Prény, Vittonville, Waville. |
| 19 | Saint-Max               | Saint-Max                 | 36 258            | 5                           | Dommartemont, Essey-lès-Nancy, Malzéville, Saint-Max, Tomblaine. |
| 20 | Toul                    | Toul                      | 30 771            | 15                          | Bicqueley, Charmes-la-Côte, Chaudeney-sur-Moselle, Choloy-Ménillot, Dommartin-lès-Toul, Domgermain, Écrouves, Foug, Gye, Laneuveville-derrière-Foug, Lay-Saint-Remy, Pagney-derrière-Barine, Pierre-la-Treiche, Toul, Villey-le-Sec. |
| 21 | Val de Lorraine Sud     | Maxéville                 | 29 568            | 5                           | Champigneulles, Frouard, Marbache, Maxéville, Pompey. |
| 22 | Vandœuvre-lès-Nancy     | Vandœuvre-lès-Nancy       | 29 697            | 1                           | Vandœuvre-lès-Nancy. |
| 23 | Villerupt               | Villerupt                 | 28 019            | 14                          | Bréhain-la-Ville, Crusnes, Errouville, Fillières, Hussigny-Godbrange, Laix, Longlaville, Morfontaine, Saulnes, Serrouville, Thil, Tiercelet, Villers-la-Montagne, Villerupt. |
|    |                         |                           | 732 898           | 594                         | |

### Répartition par arrondissement
Contrairement à l'ancien découpage où chaque canton était inclus à l'intérieur d'un seul arrondissement, le nouveau découpage territorial s'affranchit des limites des arrondissements. Certains cantons peuvent être composés de communes appartenant à des arrondissements différents. Dans le département de Meurthe-et-Moselle, c'est le cas de six cantons (Lunéville-1, Lunéville-2, Meine au Saintois, Neuves-Maisons, Le Nord-Toulois et Pont-à-Mousson).
Le tableau suivant présente la répartition par arrondissement :
| N° | Canton                  | Briey | Lunéville               | Nancy          | Toul | Total                   |
| -- | ----------------------- | ----- | ----------------------- | -------------- | ---- | ----------------------- |
| 1  | Baccarat                |       | 91                      |                |      | 91                      |
| 2  | Entre Seille et Meurthe |       |                         | 39             |      | 39                      |
| 3  | Grand Couronné          |       |                         | 24             |      | 24                      |
| 4  | Jarny                   | 34    |                         |                |      | 34                      |
| 5  | Jarville-la-Malgrange   |       |                         | 12             |      | 12                      |
| 6  | Laxou                   |       |                         | 2              |      | 2                       |
| 7  | Longwy                  | 8     |                         |                |      | 8                       |
| 8  | Lunéville-1             |       | 23 + fraction Lunéville | 2              |      | 25 + fraction Lunéville |
| 9  | Lunéville-2             |       | 49 + fraction Lunéville | 4              |      | 53 + fraction Lunéville |
| 10 | Meine au Saintois       |       |                         | 61             | 37   | 98                      |
| 11 | Mont-Saint-Martin       | 32    |                         |                |      | 32                      |
| 12 | Nancy-1                 |       |                         | fraction Nancy |      | fraction Nancy          |
| 13 | Nancy-2                 |       |                         | fraction Nancy |      | fraction Nancy          |
| 14 | Nancy-3                 |       |                         | fraction Nancy |      | fraction Nancy          |
| 15 | Neuves-Maisons          |       |                         | 13             | 1    | 14                      |
| 16 | Le Nord-Toulois         |       |                         | 1              | 56   | 57                      |
| 17 | Pays de Briey           | 39    |                         |                |      | 39                      |
| 18 | Pont-à-Mousson          | 3     |                         | 18             | 3    | 24                      |
| 19 | Saint-Max               |       |                         | 5              |      | 5                       |
| 20 | Toul                    |       |                         |                | 15   | 15                      |
| 21 | Val de Lorraine Sud     |       |                         | 5              |      | 5                       |
| 22 | Vandœuvre-lès-Nancy     |       |                         | 1              |      | 1                       |
| 23 | Villerupt               | 14    |                         |                |      | 14                      |
|    |                         | 130   | 164                     | 188            | 112  | 594                     |